# Rosdorf
|  | Se Rosdorf (Holsten) for byen og kommunen i Rosdorf i delstaten Slesvig-Holsten. |
Rosdorf er en by og kommune i det centrale Tyskland, beliggende 4 km sydvest for Göttingen under Landkreis Göttingen, i den sydlige del af delstaten Niedersachsen.

## Geografi
Kommunen blev oprettet i 1973 med cirka 12.000 indbyggere, og strækker sig fra den sydlige bygrænse af Göttingen til delstatsgrænsen til Hessen. Kommunen med 11 landsbyer, er beliggende på venstre bred af floden Leine. Mod syd ligger det 178 meter høje Wartberg.
Ud over administrationsbyen Rosdorf med 6.680 indbyggere (pr. 30. juni 2010) findes følgende landsbyer og bebyggelser i kommunen:
- Atzenhausen (med bebyggelsen Brackenberg og borgruinen Brackenburg)
- Dahlenrode (med godset Wetenborn)
- Dramfeld (med Klostergut Mariengarten)
- Klein Wiershausen
- Lemshausen (med Heißental, Örshausen og Gut Reibstein)
- Mengershausen (med sygehuset Tiefenbrunn)
- Obernjesa
- Settmarshausen (med Olenhusen)
- Sieboldshausen
- Volkerode